# Tanyproctus speculator
Tanyproctus speculator är en skalbaggsart som beskrevs av Rudolph Petrovitz 1963. Tanyproctus speculator ingår i släktet Tanyproctus och familjen Melolonthidae. Inga underarter finns listade i Catalogue of Life.